# Liga Femenina de baloncesto 2018-19
La Liga Femenina de Baloncesto de España 2018-19, llamada Liga Dia por motivos de patrocinio, fue la 56.ª temporada de dicha competición.

## Clubes participantes
Al finalizar de la temporada 2017-2018, descendieron de manera deportiva Campus Promete y Estudiantes. Por su parte, obtuvieron plaza de ascenso desde Liga Femenina 2 los clubs Durán Maquinaria Ensino Lugo y Valencia Basket. 
| Equipo                          | Ciudad              | Posición 2017-2018       |
| ------------------------------- | ------------------- | ------------------------ |
| Perfumerías Avenida             | Salamanca           | Campeón                  |
| Spar Citylift Girona            | Gerona              | Subcampeón               |
| Mann-Filter                     | Zaragoza            | 3º                       |
| Star Center-Uni Ferrol          | Ferrol              | 4º                       |
| Gernika Bizkaia                 | Guernica y Luno     | 5º                       |
| IDK Gipuzkoa                    | San Sebastián       | 6º                       |
| Cadí La Seu                     | Seo de Urgel        | 7º                       |
| Snatt's Femení Sant Adrià       | San Adrián de Besós | 8º                       |
| Nissan Al-Qázeres Extremadura   | Cáceres             | 9º                       |
| Lecturale Art Araski            | Vitoria             | 10º                      |
| Embutidos Pajariel Bembibre PDM | Bembibre            | 11º                      |
| Quesos El Pastor                | Zamora              | 12º                      |
| Durán Maquinaria Ensino Lugo    | Lugo                | Campeón Fase Ascenso LF2 |
| Valencia Basket                 | Valencia            | Campeón Fase Ascenso LF2 |

## Formato de competición
Los 14 equipos juegan todos contra todos a doble vuelta. Los seis primeros equipos clasificados al final de la primera vuelta juegan la Copa de la Reina.
Al finalizar la temporada regular, los seis primeros equipos se clasifican para playoffs, clasificándose 1º y 2º para semifinales, mientras que 3º, 4º, 5º, y 6º se enfrentan en cuartos de final. Todas las series se disputan al mejor de tres partidos. Los dos últimos equipos clasificados descienden a Liga Femenina 2.
El campeón de liga, el campeón de copa y el primer equipo clasificado al final de la temporada regular tienen garantizada su participación en competiciones europeas para la temporada 2018-2019.
El campeón de liga y el campeón de copa (o el subcampeón de copa si los dos primeros coinciden), disputan la Supercopa de España de la siguiente temporada.

## Clasificación
|                                                                                                   |                                 | J  | G  | P  | PF   | PC   | Puntos | Racha |
| ------------------------------------------------------------------------------------------------- | ------------------------------- | -- | -- | -- | ---- | ---- | ------ | ----- |
| 1                                                                                                 | Perfumerías Avenida             | 26 | 25 | 1  | 1945 | 1393 | 51     | +16   |
| 2                                                                                                 | Spar Citylift Girona            | 26 | 22 | 4  | 1971 | 1520 | 48     | -1    |
| 3                                                                                                 | Cadi la Seu                     | 26 | 19 | 7  | 1839 | 1641 | 45     | +6    |
| 4                                                                                                 | Lointek Gernika Bizkaia         | 26 | 18 | 8  | 1845 | 1719 | 44     | +1    |
| 5                                                                                                 | Valencia B. C.                  | 26 | 18 | 8  | 1766 | 1611 | 44     | +4    |
| 6                                                                                                 | IDK Gipuzkoa                    | 26 | 15 | 11 | 1639 | 1610 | 41     | +2    |
| 7                                                                                                 | RPK Araski                      | 26 | 10 | 16 | 1608 | 1761 | 36     | -3    |
| 8                                                                                                 | Mann-Filter Casablanca          | 26 | 10 | 16 | 1565 | 1724 | 36     | -2    |
| 9                                                                                                 | Embutidos Pajariel Bembibre PDM | 26 | 9  | 17 | 1538 | 1720 | 35     | -3    |
| 10                                                                                                | Durán Maquinaria Ensino         | 26 | 9  | 17 | 1731 | 1833 | 35     | +1    |
| 11                                                                                                | Nissan al-Qázeres Extremadura   | 26 | 9  | 17 | 1724 | 1854 | 35     | -1    |
| 12                                                                                                | Quesos El Pastor                | 26 | 8  | 18 | 1648 | 1834 | 34     | +1    |
| 13                                                                                                | Snatt's Femeni Sant Adria       | 26 | 7  | 19 | 1658 | 1853 | 33     | -1    |
| 14                                                                                                | Baxi Ferrol                     | 26 | 3  | 23 | 1517 | 1921 | 29     | -10   |
| Fuente: Federación Española de Baloncesto: Clasificación de la Liga Dia; actualización automática |                                 |    |    |    |      |      |        |       |

### Tabla de resultados cruzados
| Local \ Visitante               | BAX   | CAD   | ENS   | BEM   | IDK   | GER   | CAS   | ALQ   | AVE   | ZAM   | ARA   | SAD   | GIR   | VAL   |
| ------------------------------- | ----- | ----- | ----- | ----- | ----- | ----- | ----- | ----- | ----- | ----- | ----- | ----- | ----- | ----- |
| Baxi Ferrol                     | —     | 51–66 | 70–77 | 64–70 | 55–67 | 71–81 | 58–70 | 75–68 | 40–76 | 62–61 | 51–58 | 66–80 | 42–96 | 46–75 |
| Cadí La Seu                     | 79–55 | —     | 82–71 | 79–55 | 77–57 | 82–62 | 90–56 | 77–56 | 53–82 | 70–57 | 78–53 | 82–69 | 86–81 | 72–63 |
| Durán Maquinaria Ensino Lugo    | 83–65 | 78–69 | —     | 61–62 | 66–69 | 65–77 | 55–70 | 94–76 | 59–67 | 73–71 | 72–74 | 82–65 | 65–82 | 52–57 |
| Embutidos Pajariel Bembibre PDM | 79–68 | 56–63 | 77–61 | —     | 58–60 | 71–62 | 59–66 | 58–64 | 52–71 | 53–75 | 67–63 | 51–56 | 41–89 | 52–58 |
| IDK Gipuzkoa                    | 50–56 | 66–57 | 81–54 | 59–63 | —     | 65–64 | 60–51 | 57–60 | 42–69 | 62–55 | 64–50 | 74–54 | 60–74 | 62–65 |
| Lointek Gernika Bizkaia         | 80–74 | 56–51 | 80–74 | 80–60 | 70–82 | —     | 73–57 | 79–71 | 72–88 | 75–49 | 77–70 | 76–71 | 68–73 | 69–66 |
| Mann-Filter Casablanca          | 75–64 | 58–56 | 61–67 | 60–45 | 67–53 | 58–63 | —     | 54–72 | 52–73 | 64–50 | 70–56 | 69–57 | 60–82 | 59–68 |
| Nissan Al-Qázeres Extremadura   | 86–64 | 61–74 | 55–67 | 64–71 | 62–64 | 60–70 | 67–63 | —     | 42–73 | 68–71 | 71–65 | 89–57 | 62–74 | 69–83 |
| Perfumerías Avenida             | 96–36 | 71–48 | 84–48 | 58–43 | 58–54 | 78–71 | 77–60 | 79–52 | —     | 72–50 | 81–44 | 79–54 | 80–53 | 69–59 |
| Quesos El Pastor                | 74–61 | 85–96 | 59–77 | 78–74 | 78–72 | 40–73 | 71–65 | 80–87 | 49–92 | —     | 64–69 | 90–73 | 61–67 | 59–66 |
| RPK Araski                      | 68–53 | 55–69 | 66–65 | 59–53 | 50–60 | 71–48 | 68–52 | 71–73 | 64–87 | 66–58 | —     | 68–67 | 56–84 | 59–79 |
| Snatt's Femení Sant Adrià       | 68–64 | 50–59 | 70–60 | 65–68 | 60–73 | 42–77 | 67–52 | 95–69 | 60–63 | 53–65 | 78–64 | —     | 71–85 | 64–67 |
| Spar CityLift Girona            | 60–43 | 71–56 | 72–49 | 72–51 | 64–67 | 66–72 | 84–34 | 73–60 | 79–53 | 81–51 | 67–58 | 89–52 | —     | 71–61 |
| Valencia Basket                 | 78–63 | 66–68 | 72–56 | 65–49 | 73–59 | 64–70 | 89–62 | 66–60 | 57–69 | 63–47 | 73–63 | 72–60 | 61–82 | —     |

### Evolución en la clasificación
La tabla muestra las posiciones de cada equipo al término de cada jornada. 
| Equipo ╲ Jornada                | 1           | 2  | 3  | 4  | 5  | 6  | 7  | 8  | 9  | 10 | 11 | 12 | 13 | 14 | 15 | 16 | 17 | 18 | 19 | 20 | 21 | 22 | 23 | 24 | 25 | 26 |    |
| ------------------------------- | ----------- | -- | -- | -- | -- | -- | -- | -- | -- | -- | -- | -- | -- | -- | -- | -- | -- | -- | -- | -- | -- | -- | -- | -- | -- | -- | -- |
| Equipo ╲ Jornada                | Baxi Ferrol | 12 | 13 | 13 | 13 | 14 | 14 | 14 | 14 | 14 | 14 | 14 | 14 | 14 | 14 | 14 | 14 | 14 | 14 | 14 | 14 | 14 | 14 | 14 | 14 | 14 | 14 |
| Cadí La Seu                     | 5           | 4  | 6  | 6  | 6  | 7  | 5  | 5  | 5  | 4  | 4  | 4  | 4  | 4  | 4  | 4  | 4  | 4  | 4  | 4  | 4  | 4  | 3  | 3  | 3  | 3  |    |
| Durán Maquinaria Ensino         | 10          | 8  | 8  | 8  | 7  | 10 | 10 | 11 | 12 | 9  | 9  | 9  | 8  | 7  | 7  | 8  | 8  | 8  | 8  | 8  | 8  | 11 | 10 | 10 | 11 | 10 |    |
| Embutidos Pajariel Bembibre PDM | 8           | 10 | 11 | 9  | 10 | 9  | 9  | 10 | 11 | 12 | 13 | 13 | 13 | 13 | 12 | 12 | 11 | 11 | 10 | 11 | 11 | 8  | 9  | 9  | 9  | 9  |    |
| IDK Gipuzkoa                    | 7           | 5  | 4  | 5  | 4  | 4  | 4  | 4  | 4  | 5  | 6  | 6  | 6  | 6  | 6  | 6  | 6  | 6  | 6  | 6  | 6  | 6  | 6  | 6  | 6  | 6  |    |
| Lointek Gernika Bizkaia         | 1           | 3  | 3  | 3  | 2  | 2  | 2  | 2  | 3  | 3  | 3  | 3  | 3  | 3  | 3  | 3  | 3  | 3  | 3  | 3  | 3  | 3  | 4  | 4  | 4  | 4  |    |
| Mann-Filter Casablanca          | 13          | 12 | 10 | 7  | 9  | 11 | 12 | 9  | 10 | 11 | 11 | 10 | 11 | 10 | 10 | 10 | 10 | 10 | 11 | 10 | 10 | 10 | 8  | 8  | 8  | 8  |    |
| Nissan Al-Qázeres Extremadura   | 3           | 7  | 9  | 11 | 11 | 8  | 8  | 8  | 8  | 8  | 7  | 7  | 7  | 9  | 8  | 9  | 9  | 9  | 9  | 9  | 9  | 9  | 11 | 11 | 10 | 11 |    |
| Perfumerías Avenida             | 4           | 2  | 2  | 2  | 1  | 1  | 1  | 1  | 1  | 2  | 2  | 2  | 2  | 2  | 2  | 2  | 2  | 2  | 2  | 2  | 2  | 2  | 1  | 1  | 1  | 1  |    |
| Quesos El Pastor                | 9           | 9  | 7  | 10 | 12 | 12 | 11 | 12 | 9  | 10 | 12 | 11 | 10 | 11 | 11 | 11 | 12 | 12 | 12 | 13 | 12 | 12 | 12 | 12 | 12 | 12 |    |
| RPK Araski                      | 6           | 6  | 5  | 4  | 5  | 5  | 7  | 7  | 7  | 7  | 8  | 8  | 9  | 8  | 9  | 7  | 7  | 7  | 7  | 7  | 7  | 7  | 7  | 7  | 7  | 7  |    |
| Snatt's Femení Sant Adrià       | 15          | 14 | 14 | 14 | 13 | 13 | 13 | 13 | 13 | 13 | 13 | 12 | 12 | 12 | 13 | 13 | 13 | 13 | 13 | 12 | 13 | 13 | 13 | 13 | 13 | 13 |    |
| Spar CityLift Girona            | 2           | 1  | 1  | 1  | 3  | 3  | 3  | 3  | 2  | 1  | 1  | 1  | 1  | 1  | 1  | 1  | 1  | 1  | 1  | 1  | 1  | 1  | 2  | 2  | 2  | 2  |    |
| Valencia Basket                 | 11          | 11 | 12 | 12 | 8  | 6  | 6  | 6  | 6  | 6  | 5  | 5  | 5  | 5  | 5  | 5  | 5  | 5  | 5  | 5  | 5  | 5  | 5  | 5  | 5  | 5  |    |

## Playoffs
|  | Cuartos de final     | Cuartos de final        | Cuartos de final     | Cuartos de final     | Cuartos de final     |                      |                      | Semifinal        | Semifinal        | Semifinal        | Semifinal        | Semifinal        |  |                     | Final               | Final         | Final         | Final         | Final         |  |
|  | 10, 14 y 17 de abril | 10, 14 y 17 de abril    | 10, 14 y 17 de abril | 10, 14 y 17 de abril | 10, 14 y 17 de abril |                      |                      | 21 y 25 de abril | 21 y 25 de abril | 21 y 25 de abril | 21 y 25 de abril | 21 y 25 de abril |  |                     | 2 y 5 de mayo       | 2 y 5 de mayo | 2 y 5 de mayo | 2 y 5 de mayo | 2 y 5 de mayo |  |
|  |                      |                         |                      |                      |                      |                      |                      |                  |                  |                  |                  |                  |  |                     |                     |               |               |               |               |  |
|  |                      |                         |                      |                      |                      |                      |                      |                  |                  |                  |                  |                  |  |                     |                     |               |               |               |               |  |
|  | 1                    | Perfumerías Avenida     | 77                   | 79                   |                      |                      |                      |                  |                  |                  |                  |                  |  |                     |                     |               |               |               |               |  |
|  | 1                    | Perfumerías Avenida     | 77                   | 79                   |                      |                      |                      |                  |                  |                  |                  |                  |  |                     |                     |               |               |               |               |  |
|  | 8                    | Mann-Filter Casablanca  | 51                   | 56                   |                      |                      |                      |                  |                  |                  |                  |                  |  |                     |                     |               |               |               |               |  |
|  | 8                    | Mann-Filter Casablanca  | 51                   | 56                   |                      | Perfumerías Avenida  | Perfumerías Avenida  | 80               | 74               |                  |                  |                  |  |                     |                     |               |               |               |               |  |
|  |                      |                         |                      |                      |                      | Perfumerías Avenida  | Perfumerías Avenida  | 80               | 74               |                  |                  |                  |  |                     |                     |               |               |               |               |  |
|  |                      |                         | Valencia Basket      | Valencia Basket      | 57                   | 54                   |                      |                  |                  |                  |                  |                  |  |                     |                     |               |               |               |               |  |
|  | 4                    | Lointek Gernika Bizkaia | Valencia Basket      | Valencia Basket      | 57                   | 54                   | 69                   | 66               | 49               |                  |                  |                  |  |                     |                     |               |               |               |               |  |
|  | 4                    | Lointek Gernika Bizkaia |                      |                      |                      |                      |                      |                  |                  |                  |                  |                  |  |                     |                     |               |               |               |               |  |
|  | 5                    | Valencia Basket         | 76                   | 54                   | 75                   |                      |                      |                  |                  |                  |                  |                  |  |                     |                     |               |               |               |               |  |
|  | 5                    | Valencia Basket         | 76                   | 54                   | 75                   |                      |                      |                  |                  |                  |                  |                  |  | Perfumerías Avenida | Perfumerías Avenida | 64            | 65            |               |               |  |
|  |                      |                         |                      |                      |                      |                      |                      |                  |                  |                  |                  |                  |  | Perfumerías Avenida | Perfumerías Avenida | 64            | 65            |               |               |  |
|  |                      |                         | Spar CityLift Girona | Spar CityLift Girona | 70                   | 73                   |                      |                  |                  |                  |                  |                  |  |                     |                     |               |               |               |               |  |
|  | 2                    | Spar CityLift Girona    | Spar CityLift Girona | Spar CityLift Girona | 70                   | 73                   | 69                   | 68               |                  |                  |                  |                  |  |                     |                     |               |               |               |               |  |
|  | 2                    | Spar CityLift Girona    |                      |                      |                      |                      |                      |                  |                  |                  |                  |                  |  |                     |                     |               |               |               |               |  |
|  | 7                    | RPK Araski              | 59                   | 41                   |                      |                      |                      |                  |                  |                  |                  |                  |  |                     |                     |               |               |               |               |  |
|  | 7                    | RPK Araski              | 59                   | 41                   |                      | Spar CityLift Girona | Spar CityLift Girona | 69               | 74               |                  |                  |                  |  |                     |                     |               |               |               |               |  |
|  |                      |                         |                      |                      |                      | Spar CityLift Girona | Spar CityLift Girona | 69               | 74               |                  |                  |                  |  |                     |                     |               |               |               |               |  |
|  |                      |                         | Cadí La Seu          | Cadí La Seu          | 48                   | 73                   |                      |                  |                  |                  |                  |                  |  |                     |                     |               |               |               |               |  |
|  | 3                    | Cadí La Seu             | Cadí La Seu          | Cadí La Seu          | 48                   | 73                   | 84                   | 56               | 80               |                  |                  |                  |  |                     |                     |               |               |               |               |  |
|  | 3                    | Cadí La Seu             |                      |                      |                      |                      |                      |                  |                  |                  |                  |                  |  |                     |                     |               |               |               |               |  |
|  | 6                    | IDK Gipuzkoa            | 73                   | 62                   | 78                   |                      |                      |                  |                  |                  |                  |                  |  |                     |                     |               |               |               |               |  |
|  | 6                    | IDK Gipuzkoa            | 73                   | 62                   | 78                   |                      |                      |                  |                  |                  |                  |                  |  |                     |                     |               |               |               |               |  |
|  |                      |                         |                      |                      |                      |                      |                      |                  |                  |                  |                  |                  |  |                     |                     |               |               |               |               |  |

### Cuartos de final
| Equipo 1                    | Series | Equipo 2                   | 1.er partido | 2.º partido | 3.er partido |
| --------------------------- | ------ | -------------------------- | ------------ | ----------- | ------------ |
| (1) Perfumerías Avenida     | 2–0    | Mann-Filter Casablanca (8) | 77–51        | 79–56       | —            |
| (2) Spar Citylift Girona    | 2–0    | RPK Araski (7)             | 69–59        | 68–41       | —            |
| (3) Cadí La Seu             | 2–1    | IDK Gipuzkoa (6)           | 84–73        | 56–62       | 80–78 (TE)   |
| (4) Lointek Gernika Bizkaia | 1–2    | Valencia Basket (5)        | 69–76        | 66–54       | 49–75        |

Partido 1
| 10 de abril de 2019 | Perfumerías Avenida                              | 77–51                                | Mann-Filter Casablanca                                       | Salamanca |  |
| 20:30               | Parciales: 20–20, 26–12, 10–11, 21–8             | Parciales: 20–20, 26–12, 10–11, 21–8 | Parciales: 20–20, 26–12, 10–11, 21–8                         | |  |
|                     | Estadísticas Loyd 18 Gil 8 Domínguez 8 Givens 19 | Reporte Pts Reb Asts Val             | Estadísticas 17 Gimeno 9 Dornstauder 4 Flores 21 Dornstauder | Pabellón: Pabellón municipal de Würzburg Árbitros: Asier Quintas Álvarez Paula Lema Parga Mikel Cañigueral Novella |  |

| 10 de abril de 2019 | Spar CityLift Girona                                                       | 69–59                                 | RPK Araski                                             | Gerona |  |
| 19:30               | Parciales: 12–16, 21–13, 20–11, 16–19                                      | Parciales: 12–16, 21–13, 20–11, 16–19 | Parciales: 12–16, 21–13, 20–11, 16–19                  | |  |
|                     | Estadísticas Williams 15 Williams, Hampton 7 Palau, Williams 4 Williams 29 | Reporte Pts Reb Asts Val              | Estadísticas 22 Edwards 7 Edwards 3 Edwards 28 Edwards | Pabellón: Pabellón municipal Gerona-Fontajau Árbitros: Germán Morales Ruiz Juan Gabriel Carpallo Miguélez Daniel Pazos Pazos |  |

| 10 de abril de 2019 | Cadí La Seu                                      | 84–73                                 | IDK Gipuzkoa                                                       | Seo de Urgel |  |
| 20:00               | Parciales: 22–18, 21–22, 24–18, 17–15            | Parciales: 22–18, 21–22, 24–18, 17–15 | Parciales: 22–18, 21–22, 24–18, 17–15                              | |  |
|                     | Estadísticas Vilaró 29 Bahí 7 Kraker 4 Vilaró 37 | Reporte Pts Reb Asts Val              | Estadísticas 19 Weaver 6 Aduriz, Westbeld 3 Sarr, González 19 Sarr | Pabellón: Palau Municipal d'Esports Árbitros: Ángel de Lucas de Lucas Alejandro López Lecuona Cristóbal Sánchez Cutillas |  |

| 10 de abril de 2019 | Lointek Gernika Bizkaia                                           | 69–76                                 | Valencia Basket                               | Guernica y Luno                                                                                                   |  |
| 20:30               | Parciales: 22–17, 17–13, 16–24, 14–22                             | Parciales: 22–17, 17–13, 16–24, 14–22 | Parciales: 22–17, 17–13, 16–24, 14–22         | |  |
|                     | Estadísticas Berezhynska 16 Williams 6 Vanderwal 6 Berezhynska 18 | Reporte Pts Reb Asts Val              | Estadísticas 17 Pina 11 Gómez 6 Gómez 18 Pina | Pabellón: Polideportivo Maloste Árbitros: Carlos Javier García León Joaquín García González Pol Franquesa Vázquez |  |

Partido 2
| 14 de abril de 2019 | Mann-Filter Casablanca                                                  | 56–79                                | Perfumerías Avenida                                  | Zaragoza |  |
| 12:15               | Parciales: 15–25, 18–16, 16–24, 7–14                                    | Parciales: 15–25, 18–16, 16–24, 7–14 | Parciales: 15–25, 18–16, 16–24, 7–14                 | |  |
|                     | Estadísticas Gimeno 14 Dornstauder 10 cuatro jugadoras 2 Dornstauder 23 | Reporte Pts Reb Asts Val             | Estadísticas 19 Loyd 14 de Souza 3 Domínguez 23 Loyd | Pabellón: Pabellón Eduardo Lastrada Árbitros: Antonio Sacristán Barazón José Vázquez García Jorge Caamaño Muñoz |  |

| 14 de abril de 2019 | RPK Araski                                                      | 41–68                               | Spar CityLift Girona                                  | Vitoria |  |
| 20:00               | Parciales: 12–20, 7–17, 13–20, 9–11                             | Parciales: 12–20, 7–17, 13–20, 9–11 | Parciales: 12–20, 7–17, 13–20, 9–11                   | |  |
|                     | Estadísticas Molinuevo 11 Pardo 6 tres jugadoras 2 Molinuevo 11 | Reporte Pts Reb Asts Val            | Estadísticas 16 Hampton 13 Hampton 4 Palau 24 Hampton | Pabellón: Polideportivo Mendizorrotza Árbitros: Juan Pedro Morales García-Alcaide Joaquín Lizana Moreno Elena Espiau Guarner |  |

| 14 de abril de 2019 | IDK Gipuzkoa                                       | 62–56                                 | Cadí La Seu                                                 | San Sebastián |  |
| 12:00               | Parciales: 14–13, 22–13, 14–14, 12–16              | Parciales: 14–13, 22–13, 14–14, 12–16 | Parciales: 14–13, 22–13, 14–14, 12–16                       | |  |
|                     | Estadísticas Weaver 22 Weaver 10 Brkić 4 Weaver 25 | Reporte Pts Reb Asts Val              | Estadísticas 12 Hempe 8 Bahí 3 Díaz, Vilaró 12 Kraker, Bahí | Pabellón: Polideportivo José Antonio Gasca Árbitros: Mariano Martín Palomo Cañas David Sánchez Benito Ángel Antonio Albacete Chamón |  |

| 14 de abril de 2019 | Valencia Basket                               | 54–66                               | Lointek Gernika Bizkaia                                  | Valencia |  |
| 20:00               | Parciales: 17–21, 14–18, 14–20, 9–7           | Parciales: 17–21, 14–18, 14–20, 9–7 | Parciales: 17–21, 14–18, 14–20, 9–7                      | |  |
|                     | Estadísticas Gómez 14 Pina 9 Gómez 7 Gómez 21 | Reporte Pts Reb Asts Val            | Estadísticas 17 Williams 9 Williams 3 Banham 20 Williams | Pabellón: Pabellón Fuente de San Luis Árbitros: Enrique Miguel López Herrada Robert Lucas Martínez José Javier Marqueta Gracia |  |

Partido 3
| 17 de abril de 2019 | Cadí La Seu                                         | TE 80–78                                            | IDK Gipuzkoa                                        | Seo de Urgel |  |
| 20:00               | Parciales: 17–21, 11–13, 18–16, 21–17 (T.E.: 13–11) | Parciales: 17–21, 11–13, 18–16, 21–17 (T.E.: 13–11) | Parciales: 17–21, 11–13, 18–16, 21–17 (T.E.: 13–11) | |  |
|                     | Estadísticas Díaz 25 Bahí 12 Kraker, Díaz 3 Díaz 24 | Reporte Pts Reb Asts Val                            | Estadísticas 24 Weaver 8 Sarr 7 Brkić 24 Weaver     | Pabellón: Palau Municipal d'Esports Árbitros: Jesús Marcos Martínez Prada Jorge Muñoz García Adrián Iglesias Ambrosio |  |

| 17 de abril de 2019 | Lointek Gernika Bizkaia                                              | 49–75                               | Valencia Basket                                          | Guernica y Luno                                                                                              |  |
| 20:00               | Parciales: 8–18, 12–15, 8–20, 21–22                                  | Parciales: 8–18, 12–15, 8–20, 21–22 | Parciales: 8–18, 12–15, 8–20, 21–22                      | |  |
|                     | Estadísticas Williams 11 Williams, Roundtree 5 Vanderwal 3 Pascua 16 | Reporte Pts Reb Asts Val            | Estadísticas 16 Abalde, Tirera 7 Davis 8 Gómez 19 Abalde | Pabellón: Polideportivo Maloste Árbitros: Yasmina Alcaraz Moreno Víctor Mas Cagide Francisco González Cuervo |  |

### Semifinales
| Equipo 1                 | Series | Equipo 2            | 1.er partido | 2.º partido | 3.er partido |
| ------------------------ | ------ | ------------------- | ------------ | ----------- | ------------ |
| (1) Perfumerías Avenida  | 2–0    | Valencia Basket (5) | 80–57        | 74–54       | —            |
| (2) Spar CityLift Girona | 2–0    | Cadí La Seu (3)     | 69–48        | 74–73       | —            |

Partido 1
| 21 de abril de 2019 | Perfumerías Avenida                                      | 80–57                                 | Valencia Basket                                  | Salamanca |  |
| 20:00               | Parciales: 19–20, 18–13, 27–11, 16–13                    | Parciales: 19–20, 18–13, 27–11, 16–13 | Parciales: 19–20, 18–13, 27–11, 16–13            | |  |
|                     | Estadísticas Gil, Loyd 13 Robinson 9 Goree 4 de Souza 14 | Reporte Pts Reb Asts Val              | Estadísticas 15 Tirera 6 Brown 4 Gómez 13 Abalde | Pabellón: Pabellón municipal de Würzburg Árbitros: Francisco Javier Bravo Loroño Asunción Langa de Martín Jaime Gómez Luque |  |

| 21 de abril de 2019 | Spar CityLift Girona                                       | 69–48                                 | Cadí La Seu                                    | Gerona |  |
| 19:00               | Parciales: 19–12, 16–15, 16–11, 18–10                      | Parciales: 19–12, 16–15, 16–11, 18–10 | Parciales: 19–12, 16–15, 16–11, 18–10          | |  |
|                     | Estadísticas Hampton 15 Reisingerova 8 Palau 8 Martínez 15 | Reporte Pts Reb Asts Val              | Estadísticas 15 Díaz 8 Richards 2 Pujol 9 Díaz | Pabellón: Pabellón municipal Gerona-Fontajau Árbitros: Antonio Manuel Zamora Rodríguez Mikel Cañigueral Novella Alberto Lázaro Rodríguez |  |

Partido 2
| 25 de abril de 2019 | Valencia Basket                                                      | 54–74                                | Perfumerías Avenida                                 | Valencia |  |
| 21:00               | Parciales: 14–24, 8–16, 16–22, 16–12                                 | Parciales: 14–24, 8–16, 16–22, 16–12 | Parciales: 14–24, 8–16, 16–22, 16–12                | |  |
|                     | Estadísticas Tirera 16 cuatro jugadoras 5 tres jugadoras 3 Tirera 14 | Reporte Pts Reb Asts Val             | Estadísticas 23 Loyd 8 de Souza 6 Domínguez 32 Loyd | Pabellón: Pabellón Fuente de San Luis Árbitros: Francisco José Zafra Guerra Roberto Lucas Martínez Elena Espiau Guarner |  |

| 25 de abril de 2019 | Cadí La Seu                                      | 73–74                                 | Spar CityLift Girona                                                           | Seo de Urgel                                                                                                |  |
| 20:00               | Parciales: 16–14, 23–20, 21–22, 13–18            | Parciales: 16–14, 23–20, 21–22, 13–18 | Parciales: 16–14, 23–20, 21–22, 13–18                                          | |  |
|                     | Estadísticas Díaz 15 Vilaró 9 Vilaró 3 Vilaró 17 | Reporte Pts Reb Asts Val              | Estadísticas 20 Hampton 8 Palau, Pierre-Louis 5 Palau 18 Pierre-Louis, Hampton | Pabellón: Palau Municipal d'Esports Árbitros: Pedro Munar Bañón Paula Lema Parga Andrés Fernández Carretero |  |

### Final
| Equipo 1                | Series | Equipo 2                 | 1.er partido | 2.º partido | 3.er partido |
| ----------------------- | ------ | ------------------------ | ------------ | ----------- | ------------ |
| (1) Perfumerías Avenida | 0–2    | Spar CityLift Girona (2) | 64–70        | 65–73       | —            |

Partido 1
| 2 de mayo de 2019 | Perfumerías Avenida                                      | 64–70                                | Spar CityLift Girona                                          | Salamanca |  |
| 20:00             | Parciales: 7–24, 20–11, 18–19, 19–16                     | Parciales: 7–24, 20–11, 18–19, 19–16 | Parciales: 7–24, 20–11, 18–19, 19–16                          | |  |
|                   | Estadísticas Loyd 25 Robinson 10 Gil 4 Loyd, Robinson 16 | Reporte Pts Reb Asts Val             | Estadísticas 25 Hampton 5 cuatro jugadoras 4 Palau 27 Hampton | Pabellón: Pabellón municipal de Würzburg Árbitros: Germán Morales Ruiz Joaquín García González José Javier Marqueta Gracia |  |

Partido 2
| 5 de mayo de 2019 | Spar CityLift Girona                                         | 73–65                                | Perfumerías Avenida                                | Gerona |  |
| 21:00             | Parciales: 16–21, 15–14, 22–7, 20–23                         | Parciales: 16–21, 15–14, 22–7, 20–23 | Parciales: 16–21, 15–14, 22–7, 20–23               | |  |
|                   | Estadísticas Reisingerova 17 Williams 10 Palau 3 Williams 16 | Reporte Pts Reb Asts Val             | Estadísticas 15 Gil, Loyd 9 Gil 5 Domínguez 20 Gil | Pabellón: Pabellón municipal Gerona-Fontajau Árbitros: Juan Pedro Morales García-Alcaide Paula Lema Parga Asunción Langa de Martín |  |

| Ganadoras de la Liga Dia 2018–19 |
| -------------------------------- |
| Spar CityLift Girona 2.º título  |

## Postemporada
- Campeonas de la Liga Dia 2018-19: Spar Citylift Girona (2º título).
- Campeonas de la Copa de la Reina 2019: Perfumerías Avenida (8º título).
- Campeonas de la Supercopa 2018: Perfumerías Avenida (8º título).
- Clasificadas para Euroliga 2019-20: Spar Citylift Girona.
- Clasificadas para Eurocup 2019-20: Perfumerías Avenida, Cadí La Seu, Lointek Gernika Bizkaia y Valencia Basket.
- Descendidas a Liga Femenina 2 2019-20:  Snatt's Femeni Sant Adria y Baxi Ferrol.
- Ascendidas de Liga Femenina 2 2018-19:  Ciudad de los Adelantados y Campus Promete.